# Marayniyuq (Ayacucho)
Marayniyuq (do quíchua Maray, pedra para moer, acrescida dos sufixos -ni e -yuq , também pode ser escrita Marayniyoc) é um sítio arqueológico no Peru localizado no  distrito de Huamanguilla, província de Huanta, na região de Ayacucho e pertence a Cultura de Huari. 

## Histórico
Em 1998 durante um trabalho de remoção de terra em Marayniyuq no norte do Vale do Ayacucho, foram descobertos grandes blocos de pedra. Nos anos seguintes os arqueólogos Lidio Valdez, Ernesto Valdez e Katrina Bettcher iniciaram um trabalho de longo prazo para o reconhecimento do sítio arqueológico. 

## Localização
Marayniyoq está localizado em uma longa planície localizada a apenas 4 quilômetros ao norte da cidade de Huari, em um lugar chamado Vega Pampa. O site é acessível tanto a partir de Huanta e de Ayacucho pela estrada que liga as duas cidades. A rodovia que parte para Huamanguilla desvia em Vega Pampa e corta uma seção do local. Nestas rodovias e nos terrenos atualmente utilizados para fins agrícolas, observam-se porções de muros e paredes. Além disso podemos observar pela região pedaços de cerâmica do Horizonte Médio (600 - 900 d.C.) espalhadas por uma grande área. No extremo norte existiam estruturas associadas à cerâmica da Cultura Huarpa (Huarpa Negro / Blanco) do Intermédio Inicial (200 a.C.-600 d.C.). 

## O Sitio
No local destaca-se uma construção de quase 200 metros quadrados que foi escavada parcialmente, mas que apesar disto pode ser observada como era sua arquitetura. 
O piso da estrutura é formado por 2 camadas diferentes de diatomito o que demostra que foi ocupada em duas ocasiões sucessivas. O piso inferior foi construído sob uma base de cascalhos e pedras. Associados a este piso aparecem dois muros um a norte e outro a leste. Sobre o primeiro piso a uma camada de solo embranqueado e solto. 
Acredita-se que o lugar era utilizado para a moagem do milho e fabricação da Chicha 